# Sarasota Open 2009
Il 'Sarasota Open 2009 è stato un torneo professionistico di tennis maschile giocato sulla terra verde, che faceva parte dell'ATP Challenger Tour 2009. Si è giocato a Longboat Key negli USA dall'11 al 17 maggio 2009.

## Partecipanti

### Teste di serie
| Nazionalità | Giocatore         | Ranking* | Testa di serie |
| ----------- | ----------------- | -------- | -------------- |
| Stati Uniti | Kevin Kim         | 103      | 1              |
| Stati Uniti | Vince Spadea      | 110      | 2              |
| Stati Uniti | Donald Young      | 162      | 3              |
| Australia   | Carsten Ball      | 182      | 4              |
| Belgio      | Xavier Malisse    | 185      | 5              |
| Stati Uniti | Scoville Jenkins  | 193      | 6              |
| Stati Uniti | Michael Russell   | 201      | 7              |
| Messico     | Santiago González | 207      | 8              |

- Ranking all'11 maggio 2010.

### Altri partecipanti
Giocatori che hanno ricevuto una wild card:
- Stephen Bass
- Ryan Harrison
- Christopher Klingemann
- Jesse Witten

Giocatori passati dalle qualificazioni:
- Ričardas Berankis
- Bernard Tomić
- James Ward
- Fritz Wolmarans
- Nicolás Todero (Lucky loser)

Giocatori con uno special exempt:
- Alex Kuznetsov

## Campioni

### Singolare
James Ward ha battuto in finale  Carsten Ball con il punteggio di 7–6(4), 4–6, 6–3

### Doppio
Víctor Estrella Burgos /  Santiago González hanno battuto in finale  Harsh Mankad /  Kaes Van't Hof con il punteggio di 6–2, 6–4